# 夏綠蒂·約克
夏綠蒂·高登布萊特（英語：Charlotte Goldenblatt），原姓約克（York），前婚姓約克·麥克道格爾（York MacDougal），是美國HBO電視影集《慾望城市》裡的一個虛構人物，由克莉絲汀·戴維斯飾演。

## 角色資料
|  | I've been dating since I was 15. I'm exhausted! Where is he?? 我從15歲就開始約會，我累了！我的白馬王子在哪？ |

夏綠蒂·約克是一位藝術交易家，從史密斯學院（Smith College）畢業，在康乃狄克州的一個富庶貴族血統家庭中長大，在好友之中是最保守和傳統的，追求心靈的愛情而非肉體的愛情，一直都在找尋她生命中的白馬王子，對感情都有一套規則，不論是約會和愛情都得遵照「規則」。她對速食愛情的人感到不以為然，朋友莎曼珊·瓊斯就是這一類的人。雖然她相當保守，偶而也會有放蕩的時候，如在公共空間口交或發淫語。在與特瑞·麥克道格結婚不久後，她放棄他的事業，因為對懷孕生小孩的觀念不同，之後便離婚了，並得到一間公園大道的房子。最後，在改信猶太教之後，她嫁給了較不符合他期待但心地良好的律師哈利·高登布萊特。影集故事的最後，她和哈利領養了一個從中國來的小孩。
夏綠蒂對朋友相當溫和，總是陪伴他們。在影集中，不難發現夏綠蒂在年輕時喜歡得到各種頭銜，如舞會舞后、大學啦啦隊、遠足露營隊長、少女模特兒和女騎手。

## 感情

### 特瑞·麥克道格爾（Trey MacDougal）
特瑞·麥克道格爾是一位出身自上流社會的醫師，其母經常和夏綠蒂有一些鬥爭。他們倆的相遇起因於某天特瑞所搭的計程車差點就撞到夏綠蒂，特瑞下了車幫了她一忙，兩人便一見鍾情。夏綠蒂認為特瑞會是個完美的男朋友和丈夫候選人，幾個月後，便期待特瑞的求婚，夏綠蒂厭倦了等待，直接提議結婚，沒想到特瑞一派輕鬆的答應了，夏綠蒂對這樣的回應感到很生氣，因為這不是她想像中的浪漫。之後，特瑞為了彌補她，在蒂芬妮公司（Tiffany & Co.）店門口外停駐，並決定進去一探最漂亮的訂婚戒指。兩人協議在婚前不會有任何性行為，但在結婚前一晚，夏綠地帶著醉意的來到特瑞的家中，並發生性關係，不料這是特瑞第一次有性功能障礙。夏綠蒂在走進結婚典禮時告訴凱莉前晚發生的事，凱莉安撫她，使他們的婚禮順利進行。婚後，兩人無性生活，對生小孩的態度也不同，最後以離婚收場。

### 哈利·高登布萊特（Harry Goldenblatt）
哈利·高登布萊特是夏綠蒂的離婚律師，雖然夏綠蒂一開始對哈利瘋狂流汗的狀況和其特殊的外表和行為感到有點排斥，最後當哈利表明對她的迷戀，兩人發生了關係。夏綠蒂試著著保持純肉體的關係，但不久後對他的感情萌生了。哈利由於宗教的緣故只能娶猶太人，夏綠蒂便改信猶太教，但這段關係還是結束了。幾周內的盲目約會後，夏綠蒂在一猶太教堂內碰見哈利，向他坦承錯誤，表明仍深愛著他，哈利相當的感動，當場就向她求婚了，之後以猶太教傳統婚禮儀式結婚。婚後兩人試著懷孕，但未成功，最後領養了一位中國女孩莉莉。

## 電影
2007年，夏綠蒂和哈利及女兒莉莉開心地住在紐約，出乎意料的，被醫生宣告有受孕障礙的夏綠蒂懷孕了，生下一女嬰，叫做蘿絲（Rose），圓了她對小孩的夢想。

## 外部連結
- 互联网电影数据库上夏綠蒂·約克的资料